# John Marley
John Marley (Nova York, 17 d'octubre de 1907 − 22 de maig de 1984) va ser un actor estatunidenc conegut pel seu paper com a Phil Cavalleri en Love Story (1971) i com a Jack Woltz, magnat de la indústria del cinema que es troba el cap del seu cavall en el seu llit en El Padrí (1972). També va ser el protagonista de Faces (1968) de John Cassavetes.

## Carrera
Marley va ser un actor de caràcter familiar, que va aparèixer en prop de 150 pel·lícules i programes de televisió (per exemple, actuacions en l'Alfred Hitchcock Presents, Johnny Staccato de la CBS i la sèrie d'antologia Lloyd Bridges's Show) al llarg d'una carrera que va durar uns quaranta-cinc anys.
El 1960, representa el cap Oglala en Lakota Crazy Horse, en l'episodi "Escort Detalle" de la NBC. En la sèrie Overland Trail de 1961, protagonitzada per William Bendix i Doug McClure, va aparèixer com a convidat interpretant Josiah Brady en l'episodi "La mà de la venjança", juntament amb Denver Pyle, sindicat en la lluita de Two Faces West.
Va ser nominat per l'Oscar al millor actor secundari pel seu paper en Love Story (1970), però va perdre contra John Mills, que va guanyar per La filla de Ryan. Va aparèixer també en la popular sèrie de televisió The Incredible Hulk, com a pare del protagonista, David Banner.
El seu fill és l'actor Ben Marley, que va participar en moltes pel·lícules, inclosa Jaws 2, i pel·lícules per a la TV com Skyward. Va participar també diverses vegades com a convidat en sèries de televisió, inclosa The Facts of Life.
Marley també és conegut per comprar la pintura de Bill Stoneham The Hands Resist Him el 1983, el quadre de la qual seria reconegut 17 anys després com una pintura maleïda. No obstant això, un any després de comprar la peça, Marley va morir el 22 de maig de 1984, als 76 anys, per complicacions d'una cirurgia a cor obert. La pintura va ser trobada diversos anys després en una cerveseria.
John Marley està enterrat en el cementiri de Cedar Park, a Emerson, Nova Jersey.

## Filmografia
Filmografia:
| Any  | Pel·lícula                         | Paper                  | Notes                                                                                         |
| ---- | ---------------------------------- | ---------------------- | --------------------------------------------------------------------------------------------- |
| 1958 | Vull viure (I Want to Live)        | Pare Devers            |                                                                                               |
| 1963 | Un nen espera (A Child is Waiting) | Holland                |                                                                                               |
| 1963 | America, America                   | Garabet                |                                                                                               |
| 1965 | Cat Ballou                         | Frankie Ballou         |                                                                                               |
| 1968 | Faces                              | Richard Forst          | Copa Volpi per la millor interpretació masculina                                              |
| 1970 | Love Story                         | Phil Cavalleri         | Nominació − Oscar al millor actor secundari Nominació − Globus d'Or al millor actor secundari |
| 1970 | Un home anomenat Sledge            | El vell                |                                                                                               |
| 1972 | El Padrí                           | Jack Woltz             |                                                                                               |
| 1973 | Blade                              | Tommy Blade            |                                                                                               |
| 1976 | W. C. Fields and Me                | Cap d'estudi Bannerman |                                                                                               |
| 1977 | L'assassí invisible                | El xèrif Everett       |                                                                                               |
| 1977 | La història de Cassius Clay        | Dr. Ferdie Pacheco     |                                                                                               |
| 1978 | Hooper, l'increïble (Hooper)       | Productor Max Berns    |                                                                                               |
| 1980 | Tribute                            | Lou Daniels            |                                                                                               |